# 검은사막
검은사막은 펄어비스에서 개발 및 자체서비스 중인 오픈월드 기반 대규모 MMORPG이다.

## 세계관
자본과 상업의 나라인 칼페온 공화국과 왕정과 보수의 나라 발렌시아 왕국을 배경으로, 두 나라는 고대 문명 발굴로 알게 된 검은 돌을 악용하여 부패한 기존 체제의 강화를 꾀하게 되는 과정속에서 플레이어와 주요 NPC들이 이에 맞서 독립 전쟁을 벌이는 내용이다.
고대문명을 이룩한 검은 돌은 동력의 원천으로 고대 기술 발전에 큰 영향을 끼쳤지만, 인공적인 화학 작용을 통해 고대인의 정신을 피폐시켜 고대문명을 멸망 시켰다고도 전해지고 있다.
검은 돌은 칼페온과 발렌시아 왕국 사이에 있는 사막에 다량 존재하는데, 칼페온은 검은 돌이 묻힌 땅을 검은 사막이라 부르며 자원을 쟁탈하기 위한 전쟁을 시작했고 발렌시아 왕국은 이 전쟁으로 인해 사막에 많은 병사들의 피를 흘려 붉은 사막이라 부른다.

## 개발
2012년 9월 7일, 펄어비스는 도쿄에서 게임온과의 일본 서비스 계약 발표회를 개최했다. 이후 펄어비스는 본격적으로 검은사막에 관한 정보를 공개하기 시작했으며, 2012년 10월 29일에는 ‘지스타 2012’에 바이어를 대상으로 검은사막을 출품하겠다고 발표했다.
2012년 12월 13일, 다음커뮤니케이션은 펄어비스와 검은사막 퍼블리싱 계약을 맺었다. 이후 2013년 1월 22일, 다음커뮤니케이션과 펄어비스는 이전에 밝힌 대로 1월에 기자간담회를 열었다. 기자간담회에서는 핵심 콘텐츠와 신규 영상 및 그림, 비공개 테스트 일정이 공개되었다. 2013년 6월에는 E3에 참가해 새 스크린샷들을 공개했다. 또, 같은 해 11월에 열린 지스타 2013에도 참가해 콘텐츠 중 하나인 4:4 투기장을 공개하고 일반인도 검은사막을 체험할 수 있도록 지스타 버전 검은사막 시연대를 마련했다.

### 베타 테스트
펄어비스와 다음커뮤니케이션은 첫 기자간담회에서 2013년 7월에 클로즈 베타를 시행할 계획이라고 밝혔지만, 예정과 달리 클로즈베타는 10월에 시작되었다. 2013년 9월 12일, 다음커뮤니케이션은 10월 1일부터 클로즈 베타 테스터 모집을 시작할 것이라고 밝히고 카운트다운을 시작했다. 이후 예정대로 10월 1일부터 10일까지 테스터 모집을 진행했고, 그 중 5,000명을 추첨으로 선정해 1차 클로즈 베타 테스터 권한을 부여했다. 1차 클로즈 베타 테스트는 10월 17일부터 23일까지 일주일 동안 진행되었다.
2014년 3월 12일, 다음커뮤니케이션은 4월 4일에 2차 클로즈 베타 테스터를 모집을 시작할 것이라고 발표했다. 예정대로 테스터 모집은 4월 4일부터 14일까지 진행되었고, 바로 다음 17일에 약 30,000명을 추첨으로 선정해 당첨자를 발표했다. 2차 클로즈 베타 테스트는 4월 22일부터 5월 11일까지 20일 동안 진행되었다.
2014년 12월 17일에 오픈 베타 테스트를 시작했다.

## 평가
| 평가 |        |
| --- | ------ |
| 통합 점수 통합사 점수 게임랭킹스 72% [ 17 ] 메타크리틱 73/100 [ 18 ] 평론 점수 평론사 점수 게임스팟 7/10 [ 19 ] IGN 7.0/10 [ 20 ] |        |
| 통합 점수 |        |
| 통합사 | 점수   |
| 게임랭킹스 | 72%    |
| 메타크리틱 | 73/100 |
| 평론 점수 |        |
| 평론사 | 점수   |
| 게임스팟 | 7/10   |
| IGN | 7.0/10 |